# Arabian (Automarke)
Arabian war eine US-amerikanische Automarke.

## Markengeschichte
William Galloway führte die Marke 1915 ein. Zunächst stellte die Argo Motor Company aus Jackson in Michigan die Fahrzeuge her. 1916 übernahm die William Galloway Company aus Waterloo in Iowa die Fertigung. 1917 endete die Produktion.

## Fahrzeuge
Die Fahrzeuge ähnelten den Modellen von Argo. 1915 gab es den Four mit einem Vierzylindermotor und 12 PS Leistung. Der Radstand betrug wie beim Argo 12 HP 229 cm. Die einzige Karosserieform war ein Roadster.
Von 1916 bis 1917 stand ein größerer Four im Sortiment. Sein Vierzylindermotor leistete 22 PS. Der zweisitzige Roadster hatte ein Fahrgestell mit 244 cm Radstand. Ein Tourenwagen mit fünf Sitzen hatte 262 cm Radstand.